# Gentianella oranensis
Gentianella oranensis là một loài thực vật có hoa trong họ Long đởm. Loài này được (Fabris) Filippa & Barboza mô tả khoa học đầu tiên năm 2003.